# Jean Mergeai
Jean Mergeai (* 1918 in Habay; † März 1945 im KZ Bergen-Belsen) war ein belgischer römisch-katholischer Geistlicher und Märtyrer.

## Leben
Jean Mergeai stammte aus Orsinfaing (heute Ortsteil von Habay) westlich von Arlon. Er besuchte Schulen und Seminare in Bastogne und Namur, musste sein Studium für den Kriegsdienst unterbrechen und wurde 1942 zum Priester geweiht. Dann war er unter Pfarrer Sosson Vikar in Saint-Léger.
Wegen Widerstandsaktivitäten wurde er am 9. Mai 1944 zusammen mit dem Pfarrer festgenommen und über Arlon und Lüttich in das KZ Buchenwald transportiert. Am 10. Juni 1944 kam er in das KZ Mittelbau-Dora und von dort in das KZ-Außenlager Ellrich-Juliushütte. Im März 1945 gehörte er zu einem Krankentransport in das KZ Bergen-Belsen. Dort starb er im Alter von 26 Jahren.